# Walter Elmer Schofield

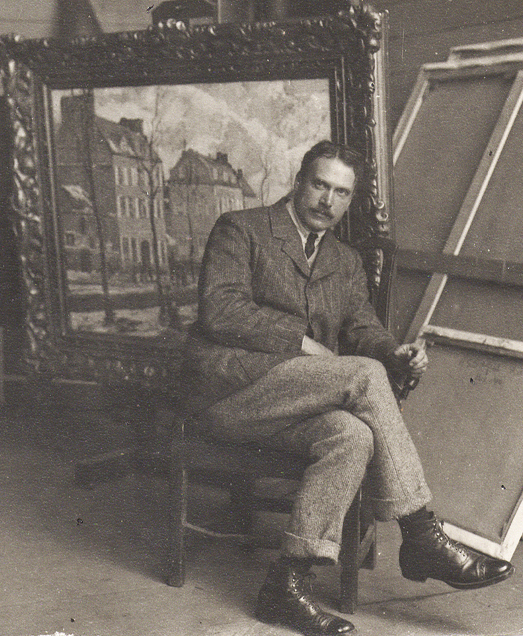
Schofield en su esturio St. Ives 1907

Walter Elmer Schofield (10 de septiembre de 1866 – 1 de marzo de 1944) fue un pintor de marinas y paisajista impresionista estadounidense. Aunque nunca vivió en New Hope o en el condado de Bucks, Schofield está considerado como uno de los impresionistas de Pensilvania. 
Su obra incluye paisajes otoñales y escenas nevadas de Pensilvania y Nueva Inglaterra, y paisajes veraniegos y pinturas de marinas de Inglaterra y Francia. Al final de su carrera, pintó paisajes de colores vivos del suroeste de Estados Unidos. : 495 
Las obras de Schofield se encuentran en las colecciones de la Galería Nacional de Arte, el Museo Metropolitano de Arte, el Museo Smithsonian de Arte Americano, el Instituto de Arte de Chicago, el Museo de Arte de Filadelfia, la Academia de Bellas Artes de Pensilvania, el Museo de Bellas Artes de San Francisco, el Museo de Arte del Condado de Los Ángeles, el Museo de Arte de Woodmere y otros museos estadounidenses. En Europa, sus obras se encuentran en las colecciones del Godolphin Estate en Inglaterra y el Musée d'Orsay en Francia. Dos pinturas se encuentran en el Museo Juan Manuel Blanes en Montevideo, Uruguay. : 281 
El récord mundial en subasta para una obra de Schofield se estableció el 1 de diciembre de 2004, cuando Rapids in Winter se vendió por 456.000 dólares en Sotheby's NY.

## Biografía
W. Elmer Schofield fue el menor de los ocho hijos del empresario de Filadelfia Benjamin Schofield (1820 – 1900) y Mary Wollstonecraft (1822 – 1899). Sus padres emigraron de Inglaterra a Filadelfia en 1845, y su padre y sus tíos construyeron fábricas textiles en Manayunk, a lo largo del río Schuylkill. Creció en el barrio de Germantown de Filadelfia y se graduó de Central High School en 1886. Asistió a Swarthmore College durante un año, antes de abandonar los estudios y trabajar como vaquero en San Antonio, Texas. : 494 Después estudió en la Academia de Bellas Artes de Pensilvania, 1889–92, con Thomas Anshutz y Robert Vonnoh . : 495 Se trasladó a París en 1892 y estudió en la Académie Julian con William Bouguereau, Gabriel Ferrier y Henri Lucien Doucet.

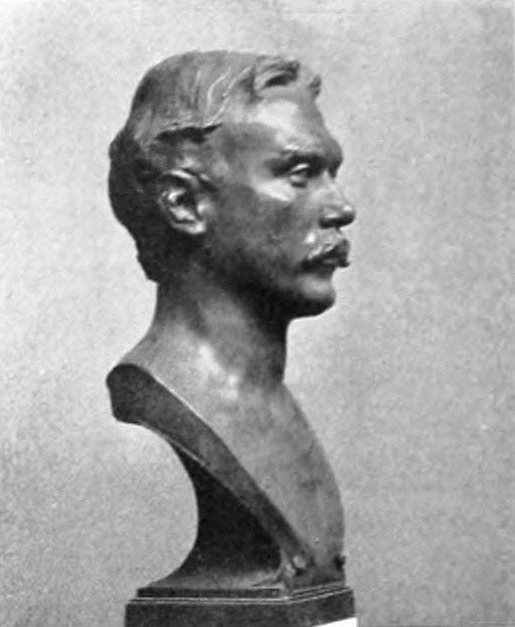
Busto de W. Elmer Schofield (1905), de Charles Grafly, Academia Nacional de Diseño

Schofield regresó a Filadelfia a fines de 1894. Robert Henri, amigo y exalumno de PAFA, entonces enseñaba en la Escuela de Diseño para Mujeres de Filadelfia. Schofield estaba entre un grupo de artistas de Filadelfia – William Glackens, Edward Willis Redfield, John French Sloan, Everett Shinn, George Luks, James Moore Preston, Edward Davis, Charles Grafly, Stirling Calder, Hugh Breckenridge – que se reunían en el estudio de Henri las noches de los martes, para hablar de arte y estética. Schofield, Henri, Glackens, Grafly y Augustus Koopman navegaron juntos hacia Francia en junio de 1895.  Schofield, Henri y Glackens estaban fascinados por los sutiles efectos atmosféricos  de los pintores  holandeses antiguos, y el trío hizo un recorrido en bicicleta por Bélgica y los Países Bajos, visitando iglesias y museos en el camino. Schofield también fue influenciado por Les Nabis, "un grupo de pintores franceses cuyo trabajo enfatizaba los colores brillantes, las formas planas y los patrones decorativos".
Schofield regresó a Filadelfia en el otoño de 1895 y trabajó en el negocio textil de su padre durante un corto tiempo. : 92 Entonces conoció a Muriel Redmayne, una visitante inglesa de la ciudad. Se casaron el 7 de octubre de 1896 en Ormskirk, Lancashire (cerca de Liverpool). : 93 Los recién casados regresaron a Filadelfia y vivieron con sus padres en Cheltenham Township, al norte de la ciudad. : 93 Compraron una casa en el barrio de Oak Lane de Filadelfia. : 93 Schofield tuvo un éxito profesional temprano con paisajes invernales de Pensilvania pintados en un estilo tonalista "caracterizado por colores apagados y pinceladas suaves y fluidas". En 1899, él y su esposa embarazada se trasladaron a Southport, al noroeste de Inglaterra, y vivieron con los padres de ella. : 93 La pareja tuvo dos hijos, Seymour y Sydney. Después la familia vivió durante un tiempo en Bretaña, : 286 y de 1903 a 1907 en la ciudad costera de St. Ives, Cornualles. : 286 Schofield pasaba la mitad del año en Filadelfia, pintando sus escenas de otoño e invierno, mientras su esposa e hijos permanecían en Inglaterra. Mantuvo esta rutina desde 1902 hasta 1937, excepto durante la Primera Guerra Mundial.
Después de la muerte de sus padres, Schofield se quedaría con su hermano Albert y su familia en el barrio de Chestnut Hill de la ciudad cerca Valley Green de Fairmount Park, y el pintoresco Wissahickon Creek, que se convirtió en el tema de varias de sus pinturas.
Schofield había compartido habitación con Edward Redfield en Francia, y los dos disfrutaban de una rivalidad amistosa. : 92 Ambos trabajaban al aire libre incluso en los climas más fríos, ambos favorecían los lienzos grandes y preferían terminar una obra en un solo día, y a veces pintaban juntos.  Al observar a Redfield, Schofield abandonó gradualmente su técnica tonalista en favor de un estilo más dinámico "de pinceladas expresionistas y un mayor sentido de la forma, la estructura y los patrones que bordaban el posimpresionismo". Redfield y Schofield tuvieron una gran pelea en 1904, que se convirtió en una disputa de por vida.  El historiador de arte Thomas Folk sospecha que Schofield nunca volvió a pintar en New Hope.  El pintor Emile Gruppe fue testigo de los resultados de la transformación de Schofield en la primera década del siglo XX: "Todavía puedo recordar los  grandes lienzos de la Academia Nacional. Tres pintores dominaban las exposiciones: Edward Redfield, Daniel Garber y Elmer Schofield. Todos trabajaron audazmente y con un color maravilloso - y nunca los alabaste críticamente -, porque amabas a cada uno cuando te parabas frente a su lienzo".
Schofield pintaba con una paleta más brillante después de la Primera Guerra Mundial, aplicando este nuevo enfoque a las escenas nevadas, a las escenas costeras de Cornualles y a los paisajes de California, Nuevo México y Arizona.
La Segunda Guerra Mundial puso fin a los viajes anuales de Schofield a los Estados Unidos. Pasó sus últimos años viviendo y pintando en Cornualles.

### Vida personal

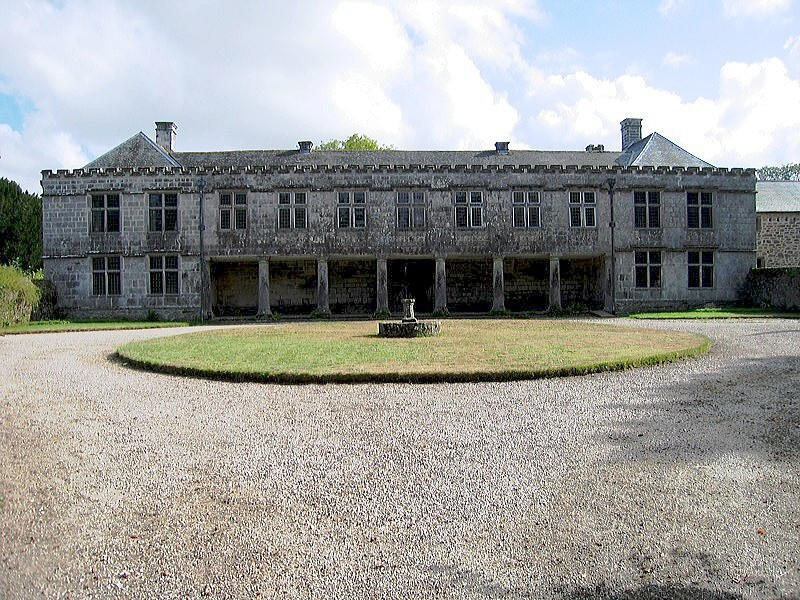
"Casa Godolphin". Schofield y su familia fueron dueños de la propiedad desde 1937 hasta 2007.

Schofield era amigo cercano del pintor impresionista de Pensilvania Walter Emerson Baum, por quien llamó a uno de sus hijos Elmer Schofield Baum. : 79 
En julio de 1915, a los 48 años, Schofield se alistó como soldado raso en el ejército británico durante la Primera Guerra Mundial. Tres meses después lo nombraron segundo teniente en la Guarnición de Artillería Real de Cornualles. : 105 Ascendió al rango de capitán y fue dado de baja como mayor. 
Después de la guerra, Schofield y su esposa vivieron en Perranporth, Cornualles durante varios años, y en Otley, Suffolk desde 1925 hasta 1937. : 495 En septiembre de 1937, compraron "Godolphin House", una mansión del siglo XVII en Breage, Cornualles, que fue restaurada por su hijo arquitecto, Sydney Elmer Schofield (1901 – 1983). Muchas de las últimas pinturas de Schofield representan la mansión y sus jardines. La pareja se mudó a la "Casa Gwedna" más pequeña en la misma propiedad en 1941 y le cedió la casa solariega a Sydney y su novia.
Walter Elmer Schofield murió de un infarto en "Gwedna House" el 1 de marzo de 1944. Su cuerpo fue enterrado temporalmente en Inglaterra, y después de la Segunda Guerra Mundial fue exhumado y vuelto a enterrar en Filadelfia, en la Iglesia de St. James the Less. Su esposa Muriel, que le sobrevivió 16 años, fue enterrada junto a él. Sydney diseñó su lápida. : 121 Además de arquitecto, Sydney era retratista. La viuda de Sydney vendió "Godolphin House" al National Trust en 2007.

### Exposiciones, premios y honores
Schofield expuso en varias exposiciones internacionales: la Exposición Universal de 1900 en París (mención de honor por la Noche de enero ); la Exposición Panamericana de 1901 en Buffalo, Nueva York (medalla de plata por Otoño en Bretaña ); la Feria Mundial de 1904 en St. Louis, Missouri (medalla de plata por Winter Morning ); : 340 la Exposición Internacional del Centenario de 1910 en Buenos Aires, Argentina (medalla de oro por Los primeros días de la primavera ); la Exposición Panamá-Pacífico de 1915 en San Francisco (medalla de plata para The Hilltop);  : 329 y la Exposición del Sesquicentenario de 1926 en Filadelfia (medalla de plata para The Little Harbor). : 159 

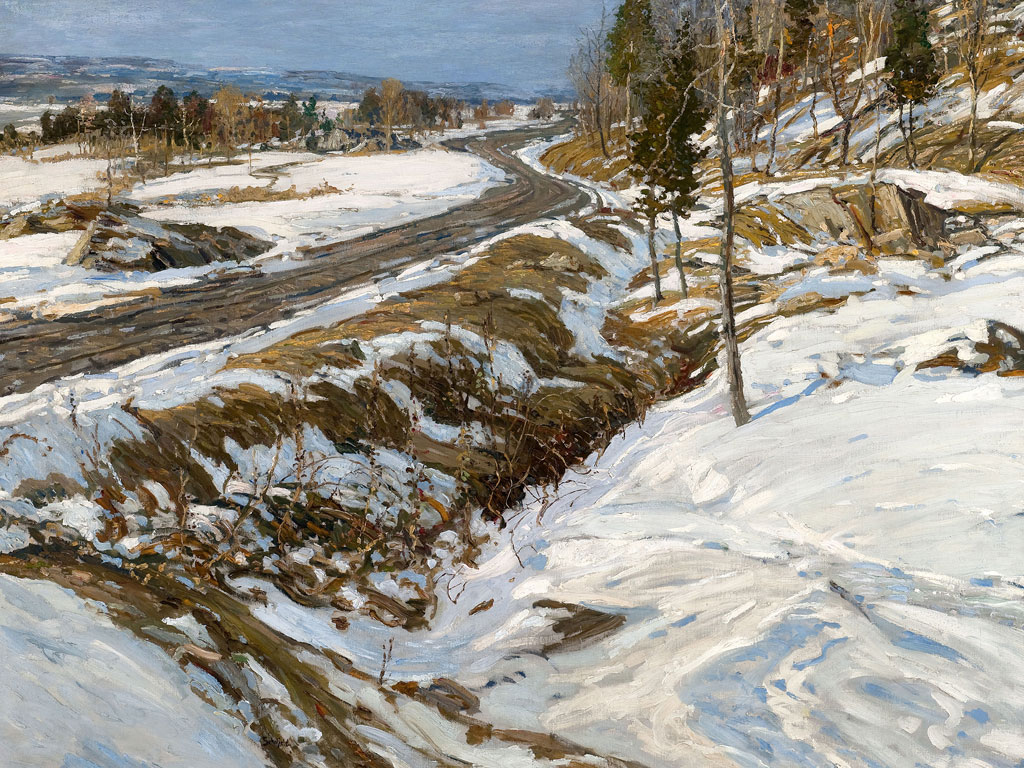
The Hill Country (c. 1913), Museo de Arte Woodmere, Filadelfia. Ganador de la Medalla de Oro de 1914 de la PAFA

Schofield exhibió en la Academia de Bellas Artes de Pensilvania la mayoría de años desde 1891 hasta 1937, y póstumamente en 1946. La PAFA le otorgó su Medalla de Oro Jennie Sesnan de 1903 (mejor pintura de paisaje exhibida por un artista estadounidense) por Breezy Day, Early Autumn ; y su Medalla de Oro Temple de 1914 (mejor pintura al óleo exhibida por un artista estadounidense) por The Hill Country. Expuso regularmente en la Academia Nacional de Diseño de Nueva York. La NAD le otorgó su primer premio Hallgarten de 1901 por Noche de invierno; su Medalla de Oro Inness de 1911 por Mañana de febrero  y su premio Altman de 1920 por The Rapids. La Sociedad de Artistas Estadounidenses le otorgó su Premio Webb de 1900 (mejor paisaje exhibido por un artista estadounidense menor de 40 años) por Otoño en Bretaña. El Instituto Carnegie de Pittsburgh le otorgó su mención de honor de 1900 (cuarto premio) por January Woods  y su medalla de oro de 1904 por Across the River. Fue uno de los varios artistas estadounidenses invitados a exponer en el Salón de París de 1906. El Museo de Arte de St. Louis organizó una exposición individual de sus pinturas en 1912. : 102 El National Arts Club de Nueva York le otorgó su medalla de oro de 1913 y un premio de 1.000 $ por The Spring Thaw. La Galería de Arte Memorial de Rochester, Nueva York, acogió una exposición individual de sus pinturas en febrero y marzo de 1915. Schofield visitó la exposición y pintó dos obras durante su estancia, las cuales ahora se encuentran en la colección de la galería. El Instituto de Arte de Chicago organizó una exposición individual de sus pinturas en 1920, y le otorgó su Premio Spalding de 1921 por Morning Light. La Galería de Arte Corcoran de Washington D. C. organizó 3 exposiciones individuales de las pinturas de Schofield – en 1912, 1920 y 1932 – y le otorgó su medalla de plata de 1926 y el Premio Clark por Cliff Shadows. Schofield también expuso en la Royal Academy of Arts de Londres. : 281 
Schofield fue elegido socio de la Academia Nacional de Diseño en 1902 – Robert Henri pintó el retrato de su diploma : 263 – y académico en 1907. Fue elegido miembro de la Sociedad de Artistas Estadounidenses en 1904, y elegido miembro del Instituto Nacional de Artes y Letras en 1908. Fue miembro de la Academia de Bellas Artes de Pensilvania y miembro del Club de Arte de Filadelfia . En la ciudad de Nueva York, fue miembro de la Century Association y del Salmagundi Club, y miembro vitalicio del National Art Club.  Fue elegido miembro honorario de la Royal Society of British Artists en 1907 y elegido miembro del Royal Institute of Oil Painters en 1910. Fue miembro del Chelsea Arts Club en Londres, y de la Sociedad de Artistas de St. Ives en Cornualles.

#### Exposiciones póstumas
La Academia Nacional de Diseño montó una exposición conmemorativa de su trabajo en 1945, : 495 al igual que el Museo de Arte de Woodmere ese mismo año. El Brandywine River Museum montó una exposición retrospectiva de 1983: Walter Elmer Schofield, Bold Impressionist. La Galería Payne del Moravian College montó una exposición retrospectiva de 1988: W. Elmer Schofield: pintor orgulloso de tierras modestas. El Museo de Arte Woodmere montó una exposición retrospectiva en 2014 – Schofield, impresionista internacional – que se centró en su carrera a ambos lados del Atlántico; y una pequeña exposición de 2017 de legados recientes de los descendientes del artista. The Trout Gallery del Dickinson College montó una exposición en 2015, Schofield: Impressionist Landscapes.

## Obras seleccionadas

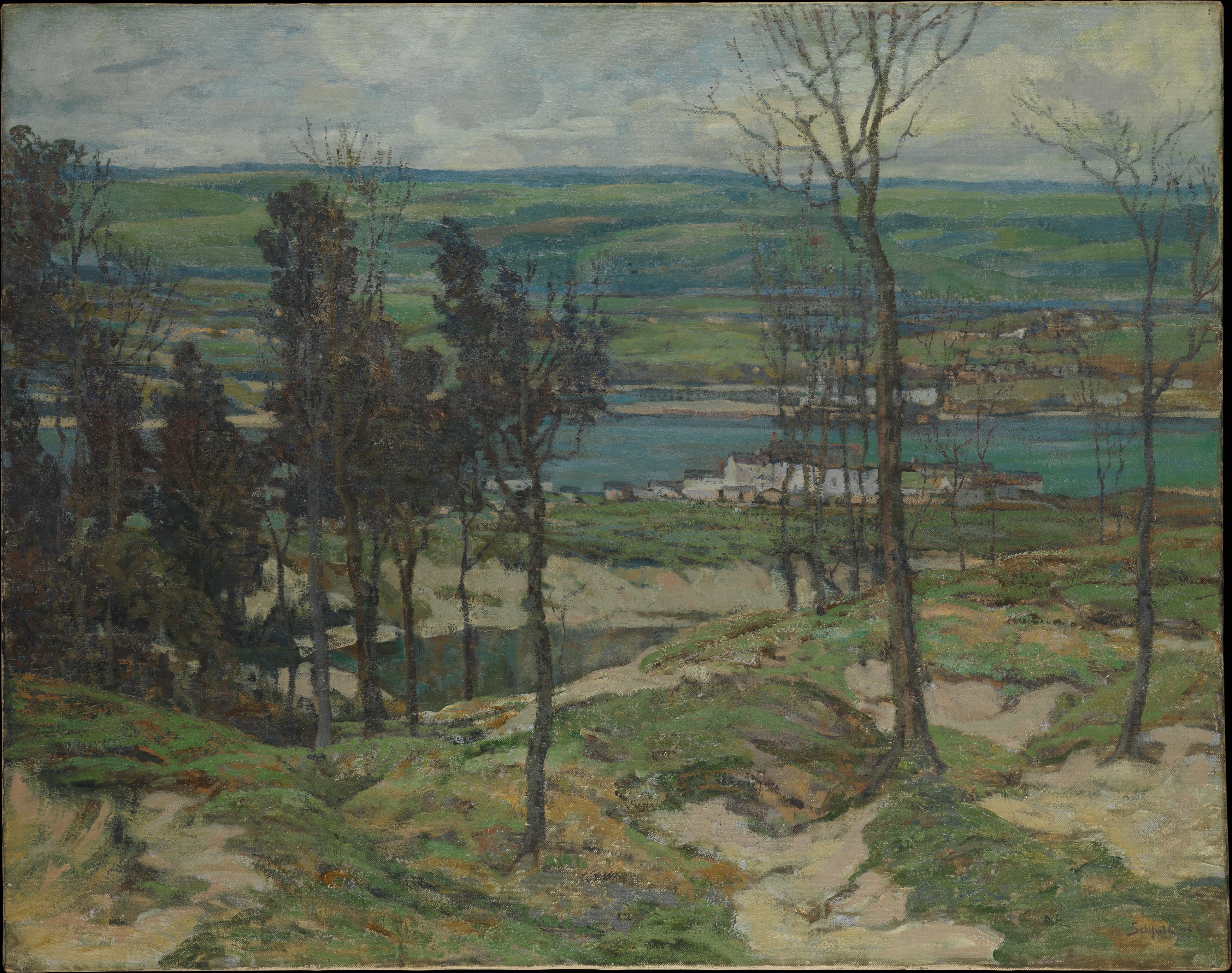
Dunas de arena cerca de Lelant, Cornualles (1905), Museo Metropolitano de Arte

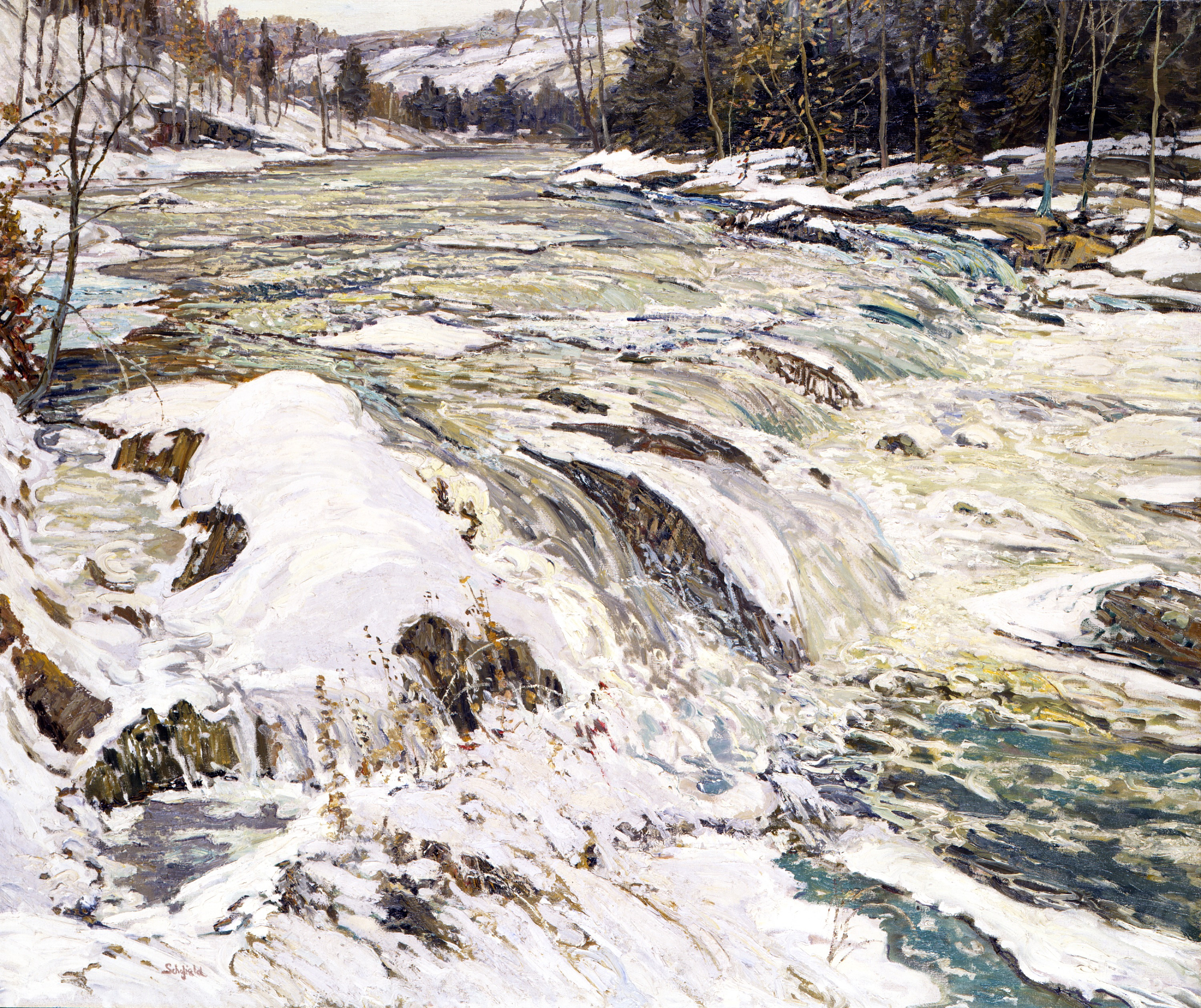
The Rapids (c. 1914), Museo Smithsoniano de Arte Americano. Ganador del premio Altman de 1920 de la Academia Nacional de Diseño

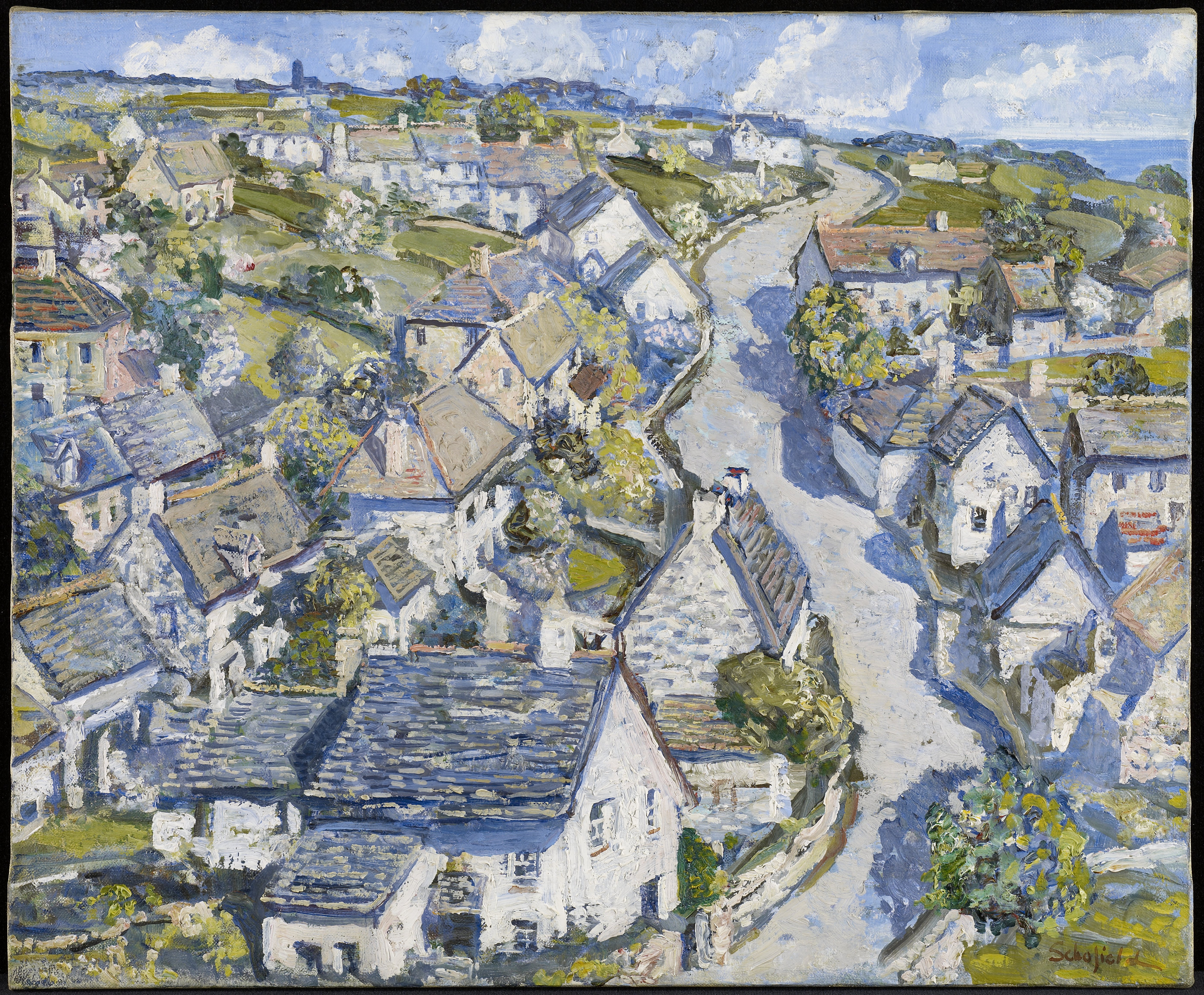
Pueblo minero en Cornualles (c. 1920), Instituto de Artes de Minneapolis

- Montmartre (c.1896), Woodmere Art Museum, Philadelphia.
- Winter (1899), Pennsylvania Academy of the Fine Arts, Philadelphia.
- Winter Evening (1899), Philip and Muriel Berman Museum of Art, Ursinus College, Collegeville, Pennsylvania. Awarded NAD's 1901 First Hallgarten Prize.
- Autumn in Brittany (c.1900), Albright-Knox Art Gallery, Buffalo, New York. Awarded the Society of American Artists' 1900 Webb Prize, and a silver medal at the 1901 Pan-American Exposition.
- Breezy Day, Early Autumn (c.1902), Reading Public Museum, Reading, Pennsylvania. Awarded PAFA's 1903 Sesnan Gold Medal.
- Morning After Snow (1903), Corcoran Gallery of Art, Washington, D.C.
- Across the River (c.1904), Carnegie Art Museum, Pittsburgh, Pennsylvania Awarded the Carnegie Institute's 1904 gold medal.
- Sand Dunes near Lelant, Cornwall (1905), Metropolitan Museum of Art
- Winter in Picardy (1907), Philadelphia Museum of Art
- Evening along the Shore, St. Ives (c.1907), National Academy of Design, New York City: 495
- Old Mills on the Somme (c.1907), Indianapolis Museum of Art
- The Lock (1908). Ex collection: St. Louis Art Museum
- On the Canal, Bruges (1908), private collection
- The Landing Stage, Boulogne (1908‐09), Cincinnati Art Museum
- Winter Landscape (1909), private collection. Sold at Shannon's Fine Art Auctioneers, Milford, CT, 25 de octubre de 2018, Lot 45. Realized $75,000 plus buyer's premium.
- The First Days of Spring (c.1910), Juan Manuel Blanes Museum, Montevideo, Uruguay.: 281  Awarded a gold medal at the 1910 Exposición Internacional del Centenario in Buenos Aires.
- Ebb Tide (c.1912), National Arts Club, New York City
- Covered Bridge on the Schuylkill (The Red Bridge) (c.1912), Brandywine River Museum, Chadds Ford, Pennsylvania
- Frosty Morning (1913), Avery Galleries, Bryn Mawr, Pennsylvania.  Ex collection: Montclair Art Museum[40]
- The Hill Country (c.1913), Woodmere Art Museum, Philadelphia. Awarded PAFA's 1914 Temple Gold Medal.
- The Spring Thaw (c.1913), Biggs Museum of American Art, Dover, Delaware. Awarded the National Arts Club's 1913 gold medal.
- The Powerhouse, Falls Village, Connecticut (c.1914), Art Institute of Chicago[41]
- Building The Coffer-dam (c.1914), Art Institute of Chicago
- The Rapids (c.1914), Smithsonian American Art Museum. Awarded NAD's 1920 Altman Prize. On loan to Brooklyn Museum, 1920-1954[43]
  - The Falls in Winter (sketch for The Rapids) (c.1914), Payne Gallery, Moravian College, Bethlehem, Pennsylvania.[12]: 150
- The Old Covered Bridge (c.1914), Rockford Art Museum, Rockford, Illinois
- The Lower Falls (1915), Memorial Art Gallery, University of Rochester, Rochester, New York
- In the Dugway (1915), Memorial Art Gallery, University of Rochester, Rochester, New York
- Mining Village in Cornwall (c.1920), Minneapolis Institute of Arts
- Morning Light (Lumiere du Matin) (c.1921), Musée d'Orsay, Paris, France Awarded the Art Institute of Chicago's 1921 Spalding Prize.
- Cliff Shadows (1921), National Gallery of Art, Washington, D.C. Awarded the Corcoran Art Gallery's 1926 silver medal and Clark Prize.
- The Birches (The Ravine) (1922), Fine Arts Museums of San Francisco
- Sunlit Cove (1923), High Museum of Art, Atlanta, Georgia
- The Little Harbor (c.1925), private collection. Awarded a silver medal at the 1926 Sesquicentennial Exposition.
- The Red Barn (1930), Payne Gallery, Moravian College, Bethlehem, Pennsylvania
- Cornish Coast (c.1934), James A. Michener Art Museum, Doylestown, Pennsylvania
- Tujunga Canyon (c.1934-35), Los Angeles County Museum of Art
- Rapids in Winter (c.1936), private collection. Sold at Sotheby's NY, 1 de diciembre de 2004, realized $456,000 (auction record).

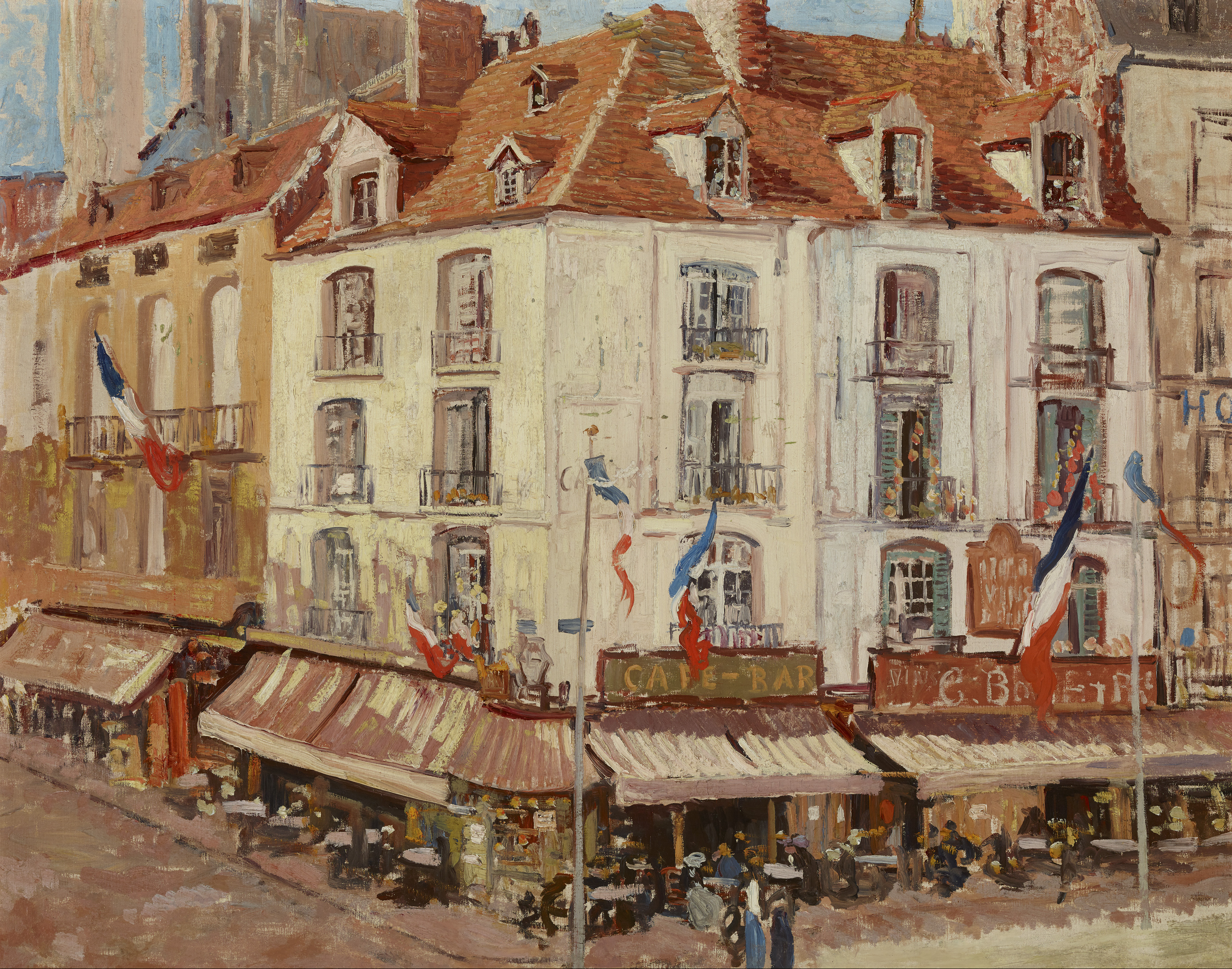
Montmartre ( c. 1896), Museo de Arte de Woodmere
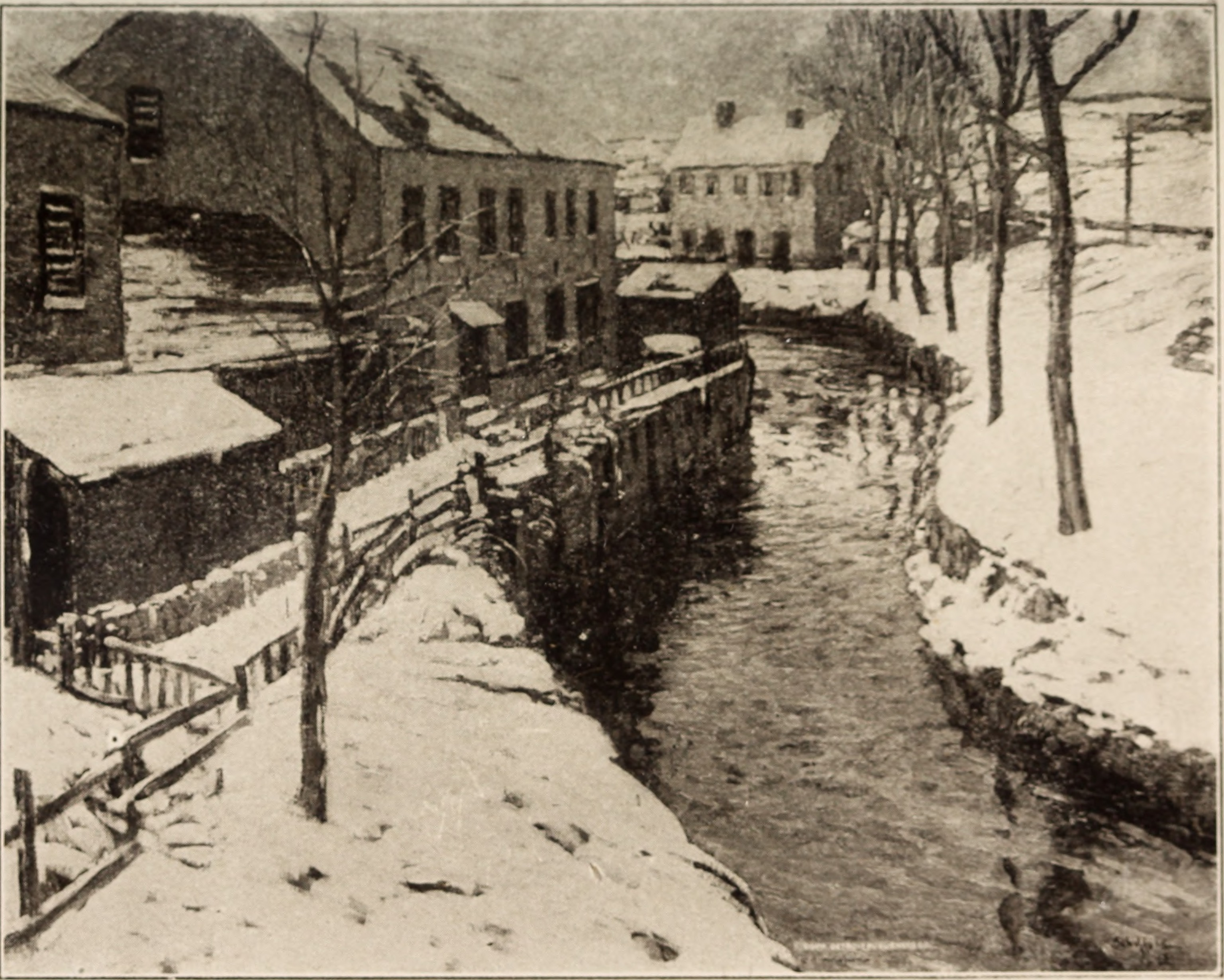
Mañana después de la nieve (1903), Galería de arte Corcoran
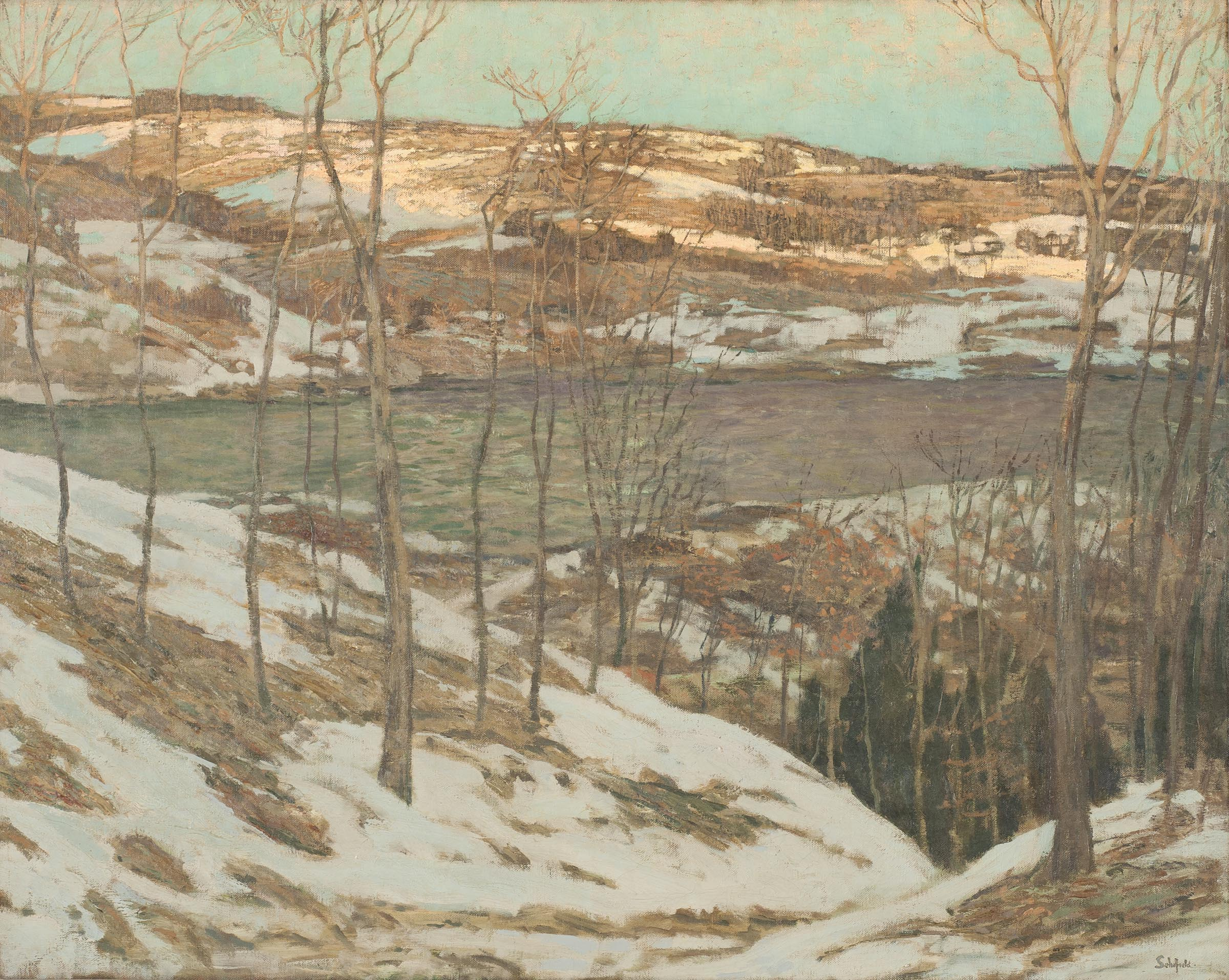
Al otro lado del río (1904) Museo de Arte Carnegie. Ganador del Premio Carnegie de 1904
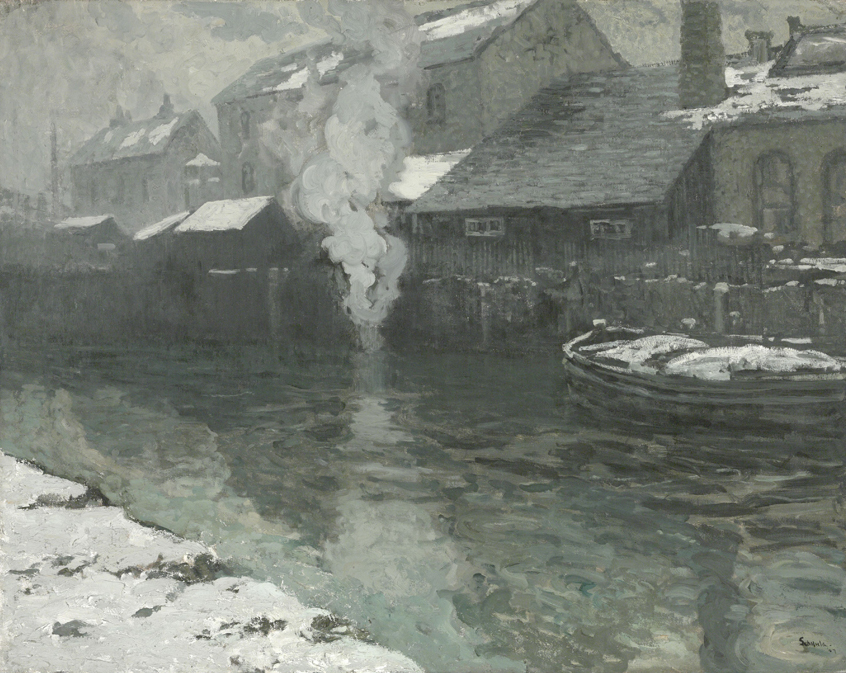
Invierno en Picardía (1907), Museo de Arte de Filadelfia
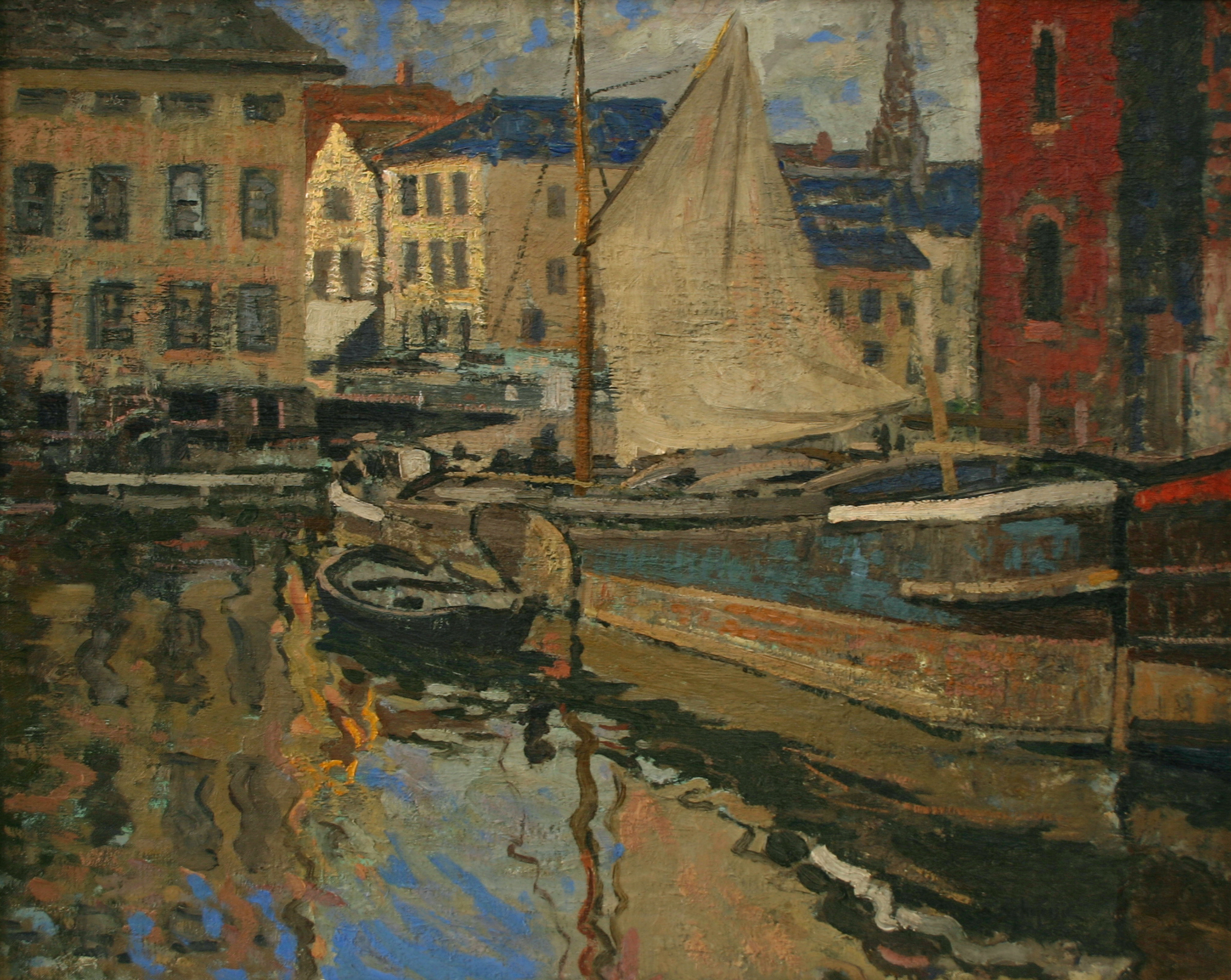
Sobre el Canal, Brujas (1908), colección privada
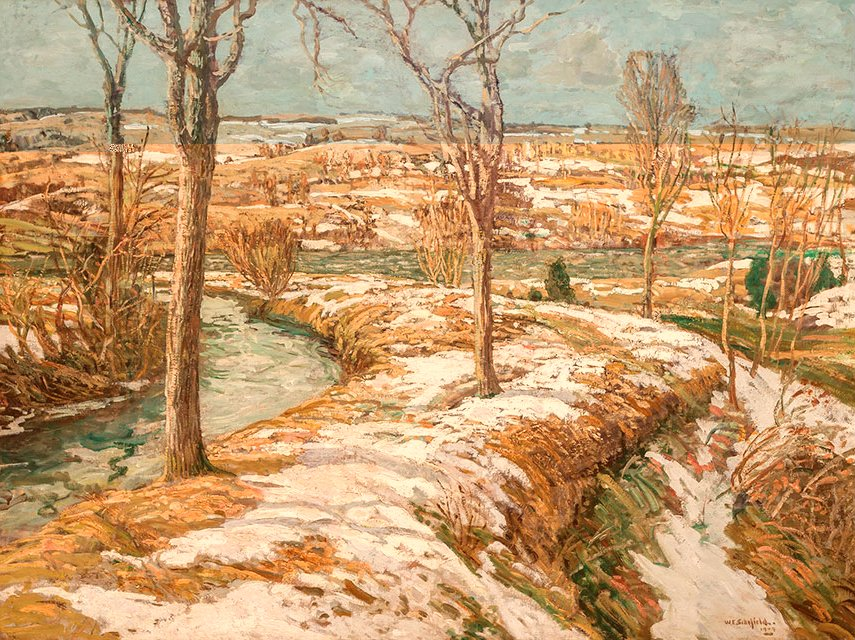
Paisaje de invierno (1909), colección privada
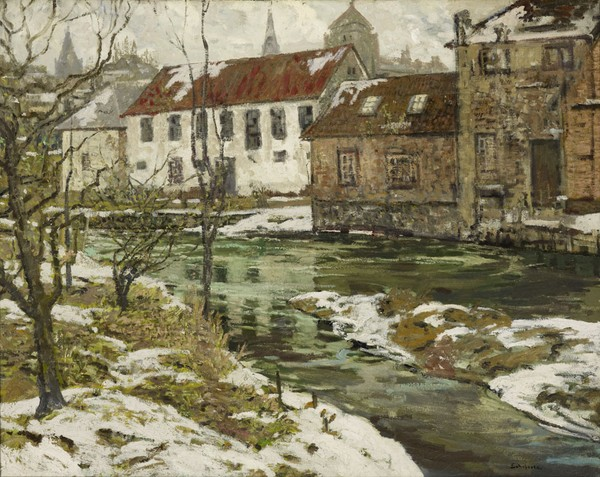
Molinos viejos en el Somme (c..1909), Indianapolis Museo de Arte
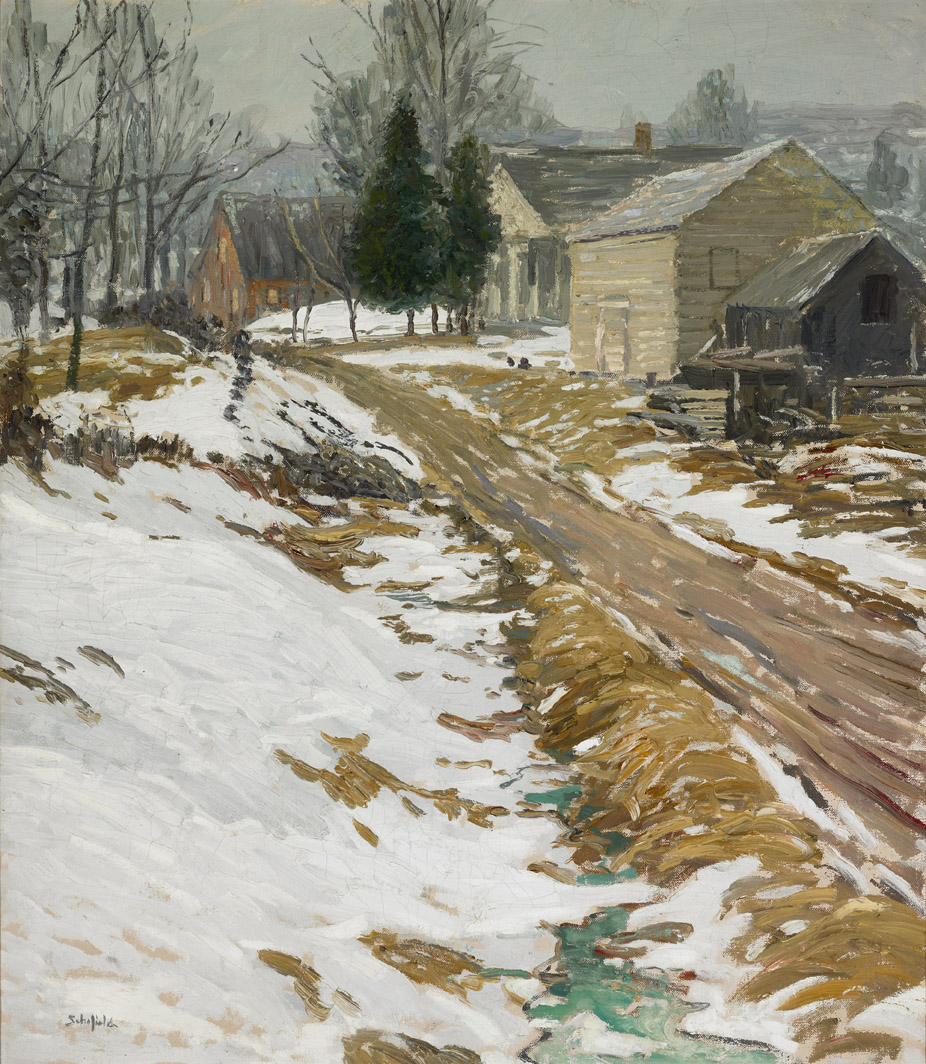
Frosty Mañana (1913), colección Ex: Montclair Museo de Arte
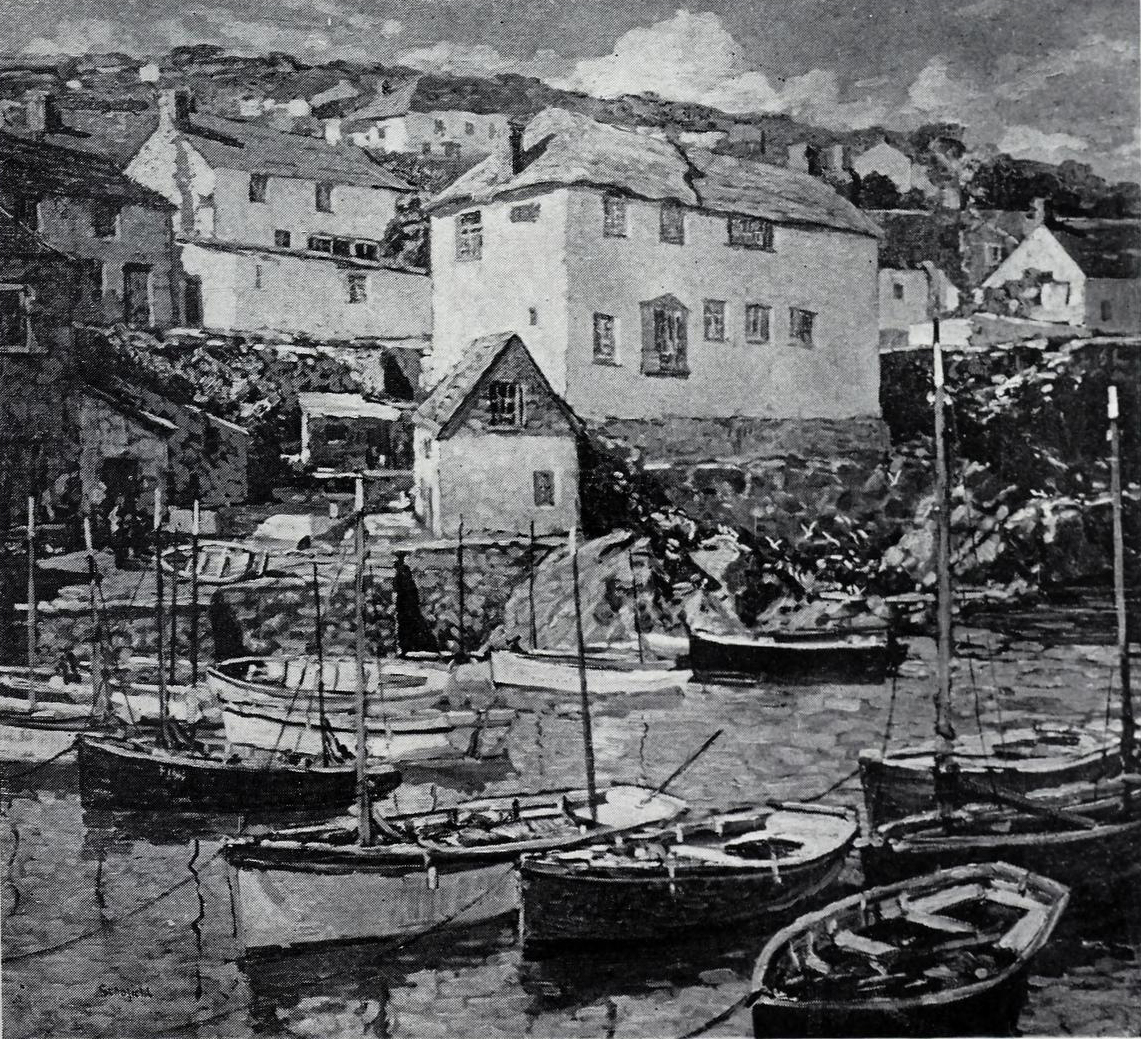
El Poco Puerto (c.1925), colección privada. Medalla de plata en el 1926 Sesqui-centennial Exposition
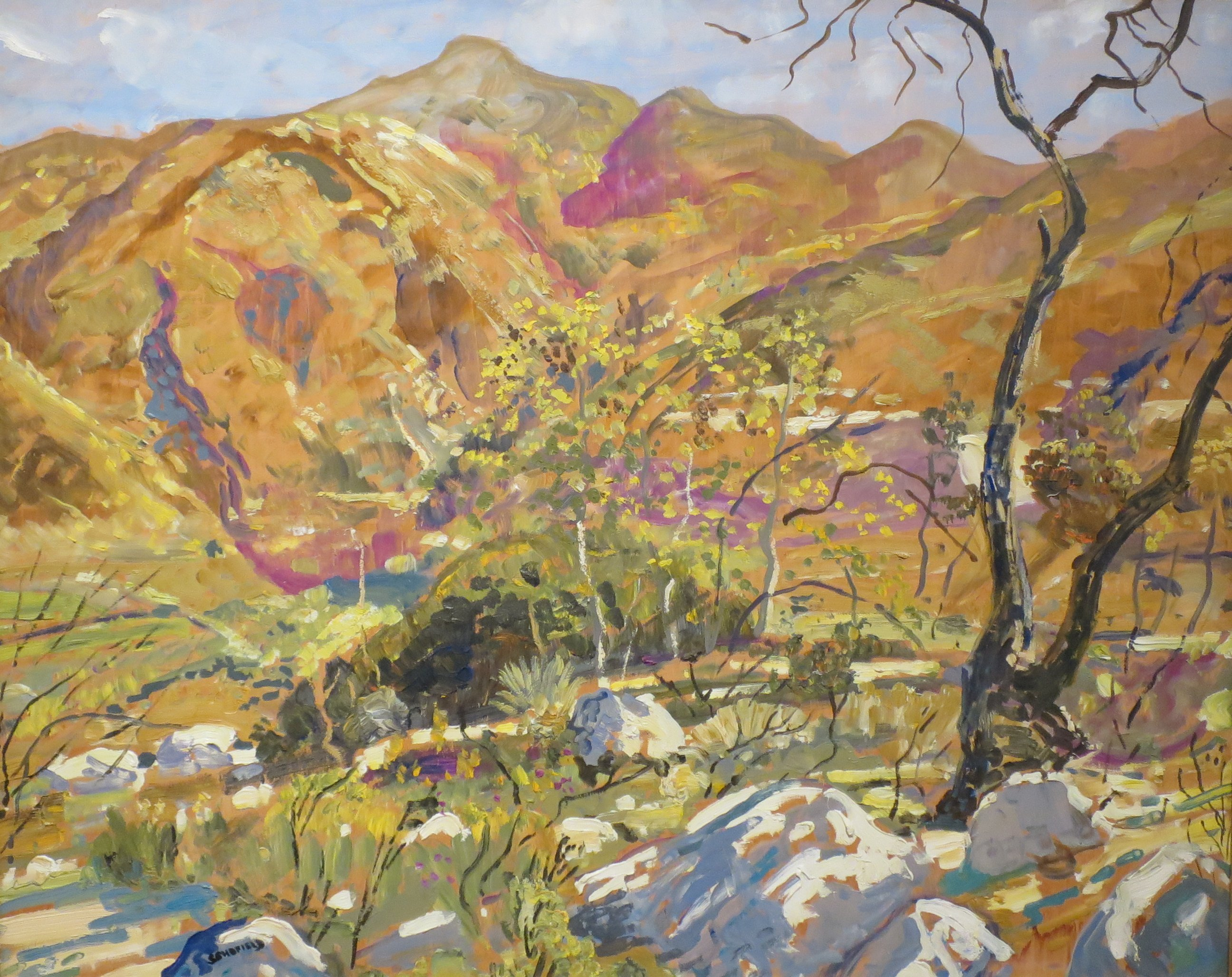
Tujunga Canyon (c.1934-35), Museo de Condado del Los Ángeles de Arte